# هيدا جابلر
هيدَّا جابلر (بالنرويجية: Hedda Gabler‏) هي مسرحية من تأليف الكاتب النرويجي هنريك إبسن. تم عرضها لأول مرة في 31 يناير 1891 في مسرح ريسيدنز في ميونيخ وكان إبسن حاضراً وقتها.
اسم هيدا قبل الزواج هو «هيدا جابلر» أما بعد الزواج أصبح «هيدا تيسمان». حول موضوع العنوان، كتب إبسن: «إن نيتي في إعطاء هذا الاسم هو الإشارة إلى أن هيدا كشخصية تعتبر بمثابة ابنة والدها أكثر من كونها زوجة زوجها».

## نظرة عامة

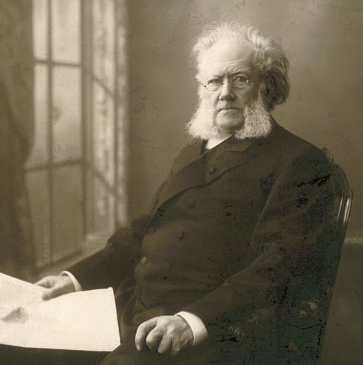
كاتب المسرحية هنريك إبسن.

تُعتَبر هذه المسرحية من أفضل أعمال إبسن، ويُنظر إليها اليوم كأحد كلاسيكيات المسرح الواقعي ومسرح القرن التاسع عشر والمسرح العالمي، والشخصية الرئيسية في المسرحية تُعدُّ من أفضل الأدوار في العمل المسرحي. عُرِضت المسرحية للمرة الأولى في 31 يناير من العام 1891 في مدينة ميونخ، بحضور إبسن نفسه، ولقيت المسرحية استحساناً هائلاً، وبعد نشر المسرحية في كوبنهاجن تُرجمت إلى لغات عديدة، وحظيت بعروض متعددة على نطاق عالمي.

## الشخصيات
الشخصيات الرئيسية في المسرحية:
- هيدَّا جابلر / هيدَّا تسمان (بالإنجليزية: Hedda Gabler)‏: وهي الشخصية الرئيسية، ابنة الجنرال جابلر، كان اسمها قبل الزواج «هيدا جابلر». متزوجة حديثًا، وهي مصابة بالملل من زواجها وحياتها، وهذا هو سبب تسمية المسرحية بـ«هيدا جابلر» وليس بـ«هيدا تيسمان».
- جورج تسمان (بالإنجليزية: George Jørgen Tesman)‏: زوج هيدا، باحث وأكاديمي مهتم بالبحث والسفر. على الرغم من التناقض المفترض لجورج مع إيليرت على هيدا، فإنه لا يبقى متعاطفًا مع إيليرت، بل ويعتزم إعادة مخطوطة إيليرت بعد أن خسرها إيليرت.
- جوليانا (جوليان) تسمان (بالإنجليزية: Juliana (Juliane) Tesman)‏: عمة جورج التي رعته منذ الطفولة المبكرة. وهي أيضا تسمى العمة جول في المسرحية، والعمة جو من قبل جورج. في مسودة سابقة، قام إبسن بتسميتها ماريان رايزينج. قام هنريك إبسن بتسميتها بشكل واضح وذلك لعمته والتي كان يعتبرها والدته ماريان باوس، نشأت (مع والد إبسن) في مزرعة فخمة. تم تغيير اسمها لاحقاً إلى جوليان تيسمان، وتم تصميم شخصيتها على غرار ماريان باوس.[9]
- ثيا إلفستد (بالإنجليزية: Thea Elvsted)‏: زميلة هيدا في المدرسة، شخصيتها متوترة وخجولة، وهي تمر بزواج سيء.
- القاضي براك (بالإنجليزية: judge Brack)‏: صديق عائلة مستهتر.
- إيليرت لوفبورج (بالإنجليزية: Ejlert Løvborg)‏: زميل جورج السابق، وهو الآن منافسه في العمل، كان يحب هيدا في السابق وكان على علاقة سرية معها.
- برتا (بالإنجليزية: Bertha \ Berte)‏: خادمة تعمل في منزل تسمان.
- ديانا (بالإنجليزية: Diana)‏: مغنية، ومعروفة بأنها صاحبة الشعر الأحمر، يتم ذكرها فقط بالمسرحية، وهي مالكة بيت دعارة حيث مات إيليرت لوفبورج.

## القصة

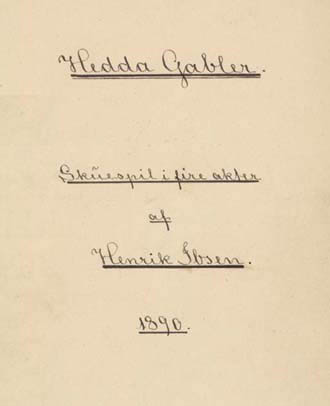
صفحة العنوان الخاصة بمخطوطة المؤلف للمسرحية عام 1890.

هيدا جابلر ابنة الجنرال الارستقراطي جابلر، عادت للتو إلى فيلتها في كريستيانيا (أوسلو الآن) من شهر العسل. زوجها هو جورج تسمان، وهو شاب، طموح، وموثوق (لكن ليس لامع) أكمل أبحاثه خلال شهر العسل، وهو من الطبقة البرجوازية. واضحاً أثناء المسرحية أنها لم تحبه أبداً بل تزوجته لأنها تعتقد أن سنواتها من الشباب قد انتهت وسوف تتعدا سن الزواج.
يظهر منافس جورج الأكاديمي، إيليرت لوفبورغ. لوفبورغ كاتب ومدمن على الكحول، تعافى واستطاع إبراز موهبته، وذلك بفضل علاقته مع زميلته في العمل ثيا إلفستيد (تركت زوجها من أجله)، دخل لوفبورغ بعلاقة سرية مع هيدا قبل زواجها. نشر إيليرت للتو أكثر الكتب مبيعاً في نفس مجال جورج وهو التاريخ. يتحدث كل من هيدا وإيليرت سراً معاً، وعندها يعاتبها أنها تزوجت بشخص مثل جورج.
النجاح الحرج لعمل إيليرت المنشور مؤخرًا جعل إيليرت يشكل تهديدًا لجورج، حيث أصبح إيليرت منافسًا لمنصب أستاذ جامعي والذي كان جورج معتمداً عليه لتسديد ديونه. جورج وهيدا مملؤان من الناحية المالية، وجورج يقول لهيدا أنه لن يتمكن من تمويل التدبير المنزلي الترفيهي أو الفاخر الذي كانت تتوقعه. عند التقاء إيليرت يكتشف جورج أنه لا ينوي التنافس من أجل المنصب، بل قام بعمله من أجل الأنتصار الأخلاقي، حيث سمعته أصبحت بالحضيض من وراء شرب الكحول وعلاقاته النسائية.
على الرغم من مشكلة شربه، هيدا تشجع إيليرت على مرافقة جورج وشريكه، القاضي براك، إلى الأمسية شعرية. يعود جورج إلى البيت من الحفلة ويكشف أنه وجد المخطوطة الكاملة (النسخة الوحيدة) من عمل إيليرت العظيم، والذي أضاعه في حالة سكر. تم استدعاء جورج إلى منزل عمته، وترك المخطوطة في حيازة هيدا. عندما يرى إيليرت هدا وثيا، يقول لهم إنه قام بتدمير المخطوطة عمداً. تصبح ثيا مشؤومة وتكشف أنها كانت العمل المشترك بينها وبين إيليرت. بعد أن غادر ثيا، تشجع هدا إيليرت على الانتحار، ومنحه مسدساً كان ينتمي إلى والدها. ثم تحرق المخطوطة وتقول لجورج انها دمرت تأمين مستقبلهم.
عندما تأتي الأخبار بأن إيليرت قد قتل نفسه بالفعل، فإن جورج وثيا يزعمان على محاولة إعادة بناء كتابة المخطوطة الوحيدة من مذكرات إيليرت، والتي احتفظت بها ثيا. صُدمت هيدا باكتشافها من القاضي براك أن موت ايلرت، في بيت للدعارة، كان فوضًا وربما عرضيًا. هذا الموت «السخي والخسيس» يتناقض مع «الجميل والمجاني» الذي تخيلته هده. والأسوأ من ذلك يعرف براك أصول المسدس، ويخبر هيدا أنه إذا كشف عن ما يعرفه، فمن المحتمل أن تنشأ فضيحة حولها. تدرك هيدا أن هذا يضع براك في موقع قوة وسيطرة عليها، وهو ما يريده القاضي لتهديدها. تركت هيدا الآخرين وذهبت إلى غرفتها الصغيرة وتطلق على نفسها النار في رأسها. يفترض الآخرون في الغرفة أن هيدا ببساطة تجرب إطلاق النار كعادتها، ويتبعون الصوت للتحقيق. تنتهي المسرحية عندما يكتشف جورج، وبراك وثيا جسدها.

## الجوائز والترشيحات

### الجوائز
- 1992: جائزة لورانس أوليفييه لأفضل إحياء.
- 2006: جائزة لورانس أوليفييه لأفضل إحياء.

### الترشيحات
- 2005: جائزة لوسيل لورتيل لإحياءها المتميز.